# 赫伯特·马修斯
赫伯特·莱昂内尔·马修斯（英語：Herbert Lionel Matthews，1900年1月10日—1977年7月30日）是《纽约时报》的记者，曾在西班牙參與報道西班牙内战以及在古巴采访正在進行游击战的菲德尔·卡斯特罗。